# Tullius Détritus
Tullius Détritus est un personnage romain, semeur de zizanie, de la bande dessinée Astérix le Gaulois de René Goscinny et Albert Uderzo. Il apparaît dans l’album La Zizanie et dans le film Astérix et Obélix contre César.

## Histoire du personnage
Dans l'album La Zizanie, Tullius Détritus est convoqué par Jules César qui veut dissoudre l'amitié des Gaulois afin de les conquérir.
Son entreprise réussit d'abord à merveille ; il propage la discorde partout derrière lui et même César se fait prendre au piège. Afin de monter les Gaulois les uns contre les autres, il entre au village avec un vase qu'il dit devoir donner à l'homme le plus important du village mais le dépose aux pieds d'Astérix et non d'Abraracourcix, son chef.
Fin psychologue, il fait boire de l'eau chaude aux Romains pour que les espions gaulois soient persuadés qu'ils possèdent le secret de la potion magique. Ceux-ci soupçonnent Panoramix, le druide de l'avoir donné à Astérix qui l'aurait vendu aux Romains.
Vexés, ceux-ci quittent avec Obélix le village que Détritus décide d'attaquer. Mais les trois exilés reviennent au village et démontrent à ses habitants que la marmite ne contenait que de l'eau chaude. Les légions romaines sont vaincues, et Détritus est chaudement remercié par les Gaulois pour les avoir « aidés ». Les Romains l'arrêtent alors pour traîtrise, et le renvoient à Rome pour être jugé. Mais la galère qui le conduit à Rome est elle aussi victime des talents de Détritus.
Dans le film Astérix et Obélix contre César, il est joué par Roberto Benigni. Il est d'abord le second de César. Mais quand il découvre les pouvoirs de la potion magique, il kidnappe Panoramix pour détrôner César, le tuer et prendre sa place en régnant sur Rome. Mais Astérix, Obélix et Panoramix déjoueront son plan. César décide alors de lui couper la tête. Cependant la réalité de son châtiment n'est pas connue.

## Utilisation en politique
La comparaison à Tullius Détritus est régulièrement utilisée comme injure dans la sphère politique, par diverses personnalités. C'est le cas de François Hollande, qui surnomme ainsi Martine Aubry en 2015,. D'autres personnalités sont comparées à Tullius Détritus, comme Cyrille Eldin, par Emmanuel Macron, toujours en 2015, ou Xavier Bertrand, par François Fillon, à partir de 2009.